# Малин, Константин Яковлевич
Константи́н Я́ковлевич Ма́лин (14 августа 1923, село Малаховка, Саратовская губерния — 4 октября 2003, Уральск) — советский лётчик, Герой Советского Союза, гвардии младший лейтенант, старший лётчик 175-го гвардейского штурмового авиационного Слуцкого Краснознамённого ордена Суворова полка.

## Биография
Константин Яковлевич Малин родился 14 августа 1923 года в селе Малаховка. Русский. Первоначальное образование получил в семилетней школе. В 1944 году окончил Оренбургское военное авиационное училище.
С июня 1944 года до конца войны сражался с немецко-фашистскими захватчиками в составе 175-го штурмового авиаполка 11-й гвардейской штурмовой авиадивизии16-й воздушной армии на 1-м Белорусском фронте.
Всего на счету Малина 9 уничтоженных танков, 119 автомашин, 68 орудий полевой и зенитной артиллерии, 9 миномётов, 62 повозки с различными грузами, 14 огневых точек, 4 железнодорожных вагона, 2 склада с боеприпасами и горючим и свыше 700 солдат и офицеров противника.
В 1947 году лейтенант К. Я. Малин по состоянию здоровья был уволен из рядов Советской Армии.

## Награды
- Звание «Герой Советского Союза» (присвоено 15 мая 1946 года за 106 успешных бомбардировочно-штурмовых ударов и проявленные доблесть и мужество);
- два ордена Красного Знамени (1944, 1945);
- орден Отечественной войны II степени (1945);
- орден Красной Звезды (1944);
- медаль «За взятие Берлина»;
- медаль «За освобождение Варшавы»;
- другие медали.